# Grand Prix Formule 1 van Maleisië 2001
De Grand Prix Formule 1 van Maleisië 2001 werd gehouden op 18 maart 2001 op het Sepang International Circuit in Sepang.

## Verslag
De eerste start werd afgebroken omdat Giancarlo Fisichella zijn Benetton in de verkeerde startrij had gezet en een poging naar de juiste plaats te rijden mislukte.
De tweede start was voor Jos Verstappen een van de beste uit zijn carrière,  de Nederlander reed vanaf startplaats 18 binnen twee bochten op de zesde plaats.  Dit was voornamelijk te danken aan het kiezen van de juiste lijn in de eerste bocht, alwaar Ralf Schumacher was gespind na een tikje van Rubens Barrichello. 
Verstappen zou nog verder opklimmen omdat een aantal ronden later beide Ferrari's uit de bocht vlogen op olie van Olivier Panis  en het ongeveer op hetzelfde moment ook begon te stortregenen.
De safety-car moest uitkomen omdat het zo hard regende dat vrijwel iedereen wel even van de baan gleed.  De volgorde in de race was op dat moment 1. David Coulthard,  2. Heinz-Harald Frentzen,  3. Jos Verstappen,  4. Mika Häkkinen,  5. Jarno Trulli,  6. Jean Alesi  en de Ferrari's op plaats 10 en 11.
Toen de race weer werd vrijgegeven pakte Verstappen de tweede plaats en liep zelfs een beetje in op leider David Coulthard.
Ondertussen reden de Ferrari's op intermediates,  met Michael Schumacher voorop, in rap tempo de meeste coureurs voor hen voorbij.
Michael Schumacher nam in ronde 15 weer de leiding over en liep snel uit op zijn achtervolgers.
Rubens Barrichello completeerde de 1-2-overwinning voor Ferrari.  Jos Verstappen reed nog een goede race waarin hij een aantal ronden vocht met Frentzen en Häkkinen, maar uiteindelijk zevende werd.

## Uitslag
| Positie | Nummer | Rijder                | Team               | Ronden | Tijd/Opgave | Startplaats | Punten |
| ------- | ------ | --------------------- | ------------------ | ------ | ----------- | ----------- | ------ |
| 1       | 1      | Michael Schumacher    | Scuderia Ferrari   | 55     | 1:47:34.801 | 1           | 10     |
| 2       | 2      | Rubens Barrichello    | Scuderia Ferrari   | 55     | +23.660     | 2           | 6      |
| 3       | 4      | David Coulthard       | McLaren - Mercedes | 55     | +28.555     | 8           | 4      |
| 4       | 11     | Heinz-Harald Frentzen | Jordan-Honda       | 55     | +46.543     | 9           | 3      |
| 5       | 5      | Ralf Schumacher       | Williams-BMW       | 55     | +48.233     | 3           | 2      |
| 6       | 3      | Mika Häkkinen         | McLaren - Mercedes | 55     | +48.606     | 4           | 1      |
| 7       | 14     | Jos Verstappen        | Arrows - Asiatech  | 55     | +1:21.560   | 18          |        |
| 8       | 12     | Jarno Trulli          | Jordan-Honda       | 54     | +1 Ronde    | 5           |        |
| 9       | 22     | Jean Alesi            | Prost Grand Prix   | 54     | +1 Ronde    | 13          |        |
| 10      | 19     | Luciano Burti         | Jaguar Racing      | 54     | +1 Ronde    | 15          |        |
| 11      | 8      | Jenson Button         | Benetton Formula   | 53     | +2 Rondes   | 17          |        |
| 12      | 23     | Gaston Mazzacane      | Prost Grand Prix   | 53     | +2 Rondes   | 19          |        |
| 13      | 21     | Fernando Alonso       | Minardi            | 52     | +3 Rondes   | 21          |        |
| 14      | 20     | Tarso Marques         | Minardi            | 51     | +4 Rondes   | 20          |        |
| Ret     | 7      | Giancarlo Fisichella  | Benetton Formula   | 31     | Benzinedruk | 16          |        |
| Ret     | 10     | Jacques Villeneuve    | BAR-Honda          | 3      | Gespind     | 7           |        |
| Ret     | 16     | Nick Heidfeld         | Sauber - Petronas  | 3      | Gespind     | 11          |        |
| Ret     | 15     | Enrique Bernoldi      | Arrows - Asiatech  | 3      | Gespind     | 22          |        |
| Ret     | 6      | Juan Pablo Montoya    | Williams-BMW       | 3      | Gespind     | 6           |        |
| Ret     | 18     | Eddie Irvine          | Jaguar Racing      | 3      | Waterlek    | 12          |        |
| Ret     | 9      | Olivier Panis         | BAR-Honda          | 1      | Olielek     | 10          |        |
| Ret     | 17     | Kimi Räikkönen        | Sauber - Petronas  | 0      | Aandrijfas  | 14          |        |

## Wetenswaardigheden
- Juan Pablo Montoya startte niet vanaf de grid.
- Bij de eerste start stond Giancarlo Fisichella in de verkeerde rij van de startopstelling. Fisichella probeerde zijn wagen nog naar de juiste rij te laten rollen. Dit kreeg hij echter niet meer voor elkaar, met als gevolg dat de start afgebroken werd.  Twee jaar later zou hij een soortgelijke blunder begaan.
- Ralf Schumacher was gespind in de eerste bocht, na een touché met Rubens Barrichello en lag hierna laatste in het veld.
- In de beginfase van de race begon het te stortregenen, waardoor de race een aantal ronden geneutraliseerd werd.
- Voordat de race was gestart was de Sauber van Kimi Räikkönen al kapot. Eerst werd gezegd dat Kimi transmissieproblemen had.
- Jos Verstappen steeg in de 1e ronde van de 18e naar de 6e plaats.
- Rubens Barrichello maakte tijdens de race een pitstop van 72 seconden. Het is de op-een-na langste pitstop aller tijden, na de pitstop van Valtteri Bottas tijdens de Grand Prix Formule 1 van Monaco 2021

## Statistieken
| Snelste ronde | Mika Häkkinen | McLaren - Mercedes | 1:40.962 |

## Noot
- Dit was de tweehonderdste podiumplaats voor een Braziliaanse coureur.
- Tweede overwinning van de Grote Prijs van Maleisië voor Michael Schumacher (eerdere overwinning was in 2000) en hiermee vestigde hij een nieuw record. Hij verbrak het oude record van Eddie Irvine (1) - gevestigd tijdens de Grote Prijs van Maleisië van 1999 - en werd zo de eerste meervoudige winnaar in Maleisië.

1999 · 2000 · 2001 · 2002 · 2003 · 2004 · 2005 · 2006 · 2007 · 2008 · 2009 · 2010 · 2011 · 2012 · 2013 · 2014 · 2015 · 2016 · 2017